# Галчанський Петро Анатолійович
Галчанський Петро Анатолійович (6 травня 1960 року, Росія, Ставропольський край, станиця Незлобна) — заслужений журналіст України, видавець, бізнесмен. Голова ради директорів компанії «Південноукраїнський Медіа Холдинг» [Архівовано 17 березня 2022 у Wayback Machine.]. Керівник благодійного фонду «Журналісти за демократію». Голова наглядової ради Південноукраїнського національного педагогічного університету імені К. Д. Ушинського. Голова оргкомітету рейтингу «Народне визнання» — «Одесит року». Кандидат психологічних наук. Полковник у відставці.

## Біографія
Народився 6 травня 1960 року у станиці Незлобній Георгієвського району Ставропольського краю, Росія. 
В 1977 р. закінчив середню школу, працював кореспондентом в районній газеті. 
В 1978 р. був призваний до складу Збройних Сил СРСР. 
У 1979 році вступив до Львівського вищого військово-політичного училища на факультет журналістики. Після його закінчення служив на різних посадах у військових газетах Далекосхідного військового округу, Західної групи військ, Одеського військового округу.
У 1997 році закінчив юридичний факультет Одеського державного університету імені І. І. Мечникова. В цьому ж році присвоєно вчений ступінь кандидата психологічних наук.
У 1997 р. звільнився зі Збройних Сил України і став головним редактором газети «Аргументи і факти» у Південному регіоні України.
У 2000 році П. А. Галчанський заснував Південноукраїнський Медіа Холдинг, яким керує вже 20 років. Холдинг об'єднує понад 20 газет і журналів («Аргументы и факты», «КП в Украине», «Жизнь в Одессе», «Жизнь на пенсии», «Одесская правда», «Фаворит удачи», «Наш город» та ін.), видавництво, інформаційне агентство «Одеса-медіа» [Архівовано 8 червня 2022 у Wayback Machine.], різні сайти і телеграм-канали. До складу холдингу входять декілька торгових підприємств, рекламні агентства, благодійний фонд «Журналісти за демократію».
П. А. Галчанський — відомий мандрівник. Побував більш ніж в 100 країнах, підготував і опублікував десятки репортажів, замальовок, нарисів. Написав і видав книгу «Одиссеи одесситов» [Архівовано 25 жовтня 2020 у Wayback Machine.].